# Championnat d'Irlande de football 1934-1935
Navigation
Édition précédente Édition suivante
Le Championnat d'Irlande de football 1934-1935 est la quatorzième édition du championnat d'Irlande de football. Il est remporté par Dolphin FC qui apparaît ainsi pour la première et dernière fois au palmarès. 
Le triple champion Shelbourne FC ne participe pas à cette édition de la compétition.

## Les 10 clubs participants
- Bohemian Football Club
- Bray Unknowns Football Club
- Cork Football Club
- Dolphin Football Club
- Drumcondra Football Club
- Dundalk Football Club
- Saint James's Gate Football Club
- Shamrock Rovers Football Club
- Sligo Rovers Football Club
- Waterford United Football Club

## Classement
| Rang | Équipe                           | Pts | J  | G  | N | P  | Bp | Bc | Diff |
| ---- | -------------------------------- | --- | -- | -- | - | -- | -- | -- | ---- |
| 1    | Dolphin Football Club            | 28  | 18 | 12 | 4 | 2  | 48 | 21 | +27  |
| 2    | Saint James's Gate Football Club | 27  | 18 | 12 | 3 | 3  | 46 | 33 | +13  |
| 3    | Sligo Rovers Football Club       | 20  | 18 | 8  | 4 | 6  | 44 | 30 | +14  |
| 4    | Bohemian Football Club T         | 20  | 18 | 9  | 2 | 7  | 44 | 36 | +8   |
| 5    | Dundalk Football Club            | 20  | 18 | 8  | 4 | 6  | 37 | 32 | +5   |
| 6    | Shamrock Rovers                  | 26  | 18 | 5  | 6 | 7  | 27 | 33 | -6   |
| 7    | Bray Unknowns Football Club      | 15  | 18 | 6  | 3 | 9  | 39 | 56 | -17  |
| 8    | Waterford United Football Club P | 12  | 18 | 4  | 4 | 10 | 43 | 54 | -11  |
| 9    | Drumcondra Football Club         | 12  | 18 | 4  | 4 | 10 | 22 | 39 | -17  |
| 10   | Cork Football Club               | 10  | 18 | 3  | 4 | 11 | 30 | 46 | -16  |

| Légende | Légende                                                                     |
| ------- | --------------------------------------------------------------------------- |
|         | Champion d'Irlande                                                          |
|         | relégation en deuxième division                                             |
|         | T : Tenant du titre P : Promu C : Vainqueur de la Coupe d'Irlande 1934-1935 |

## Source
- (en) Alex Graham, Football in the Republic of Ireland : a Statistical Record 1921–2005, Soccer Books Ltd, novembre 2005, 142 p. (ISBN 978-1862231351).